# Jean-Claude Mallet
Pour les articles homonymes, voir Mallet.
Pour les autres membres de la famille, voir Famille Mallet.
Jean-Claude Mallet, né le 25 mars 1955 dans le 16e arrondissement de Paris, est un haut fonctionnaire français.
De mai 2012 à mai 2019, il est le conseiller spécial de Jean-Yves Le Drian, ministre de la Défense puis ministre de l'Europe et des Affaires étrangères. Il part ensuite travailler chez Total.

## Biographie

### Jeunesse et formation
Jean-Claude Mallet est le fils du Compagnon de la Libération Jean-Pierre Mallet et le neveu d'un autre Compagnon de la Libération, Horace Mallet, mort à Bir Hakeim. Son grand-père, le colonel Richard Mallet, avait lui-même rejoint le Général de Gaulle à Londres dès juin 1940. Sa famille est aussi l'une des familles fondatrices de la banque protestante Neuflize Schlumberger Mallet. Jean-Claude Mallet entre à l'École normale supérieure de la rue d'Ulm en 1976, après des études secondaires aux lycées Janson-de-Sailly et Louis-le-Grand. Agrégé de lettres modernes, diplômé d'études approfondies, il commence une thèse sur Madame Bovary de Flaubert à l'ITEM, qu'il n'achèvera jamais. Attaché culturel adjoint à Montréal en 1979, il est également l'auteur d'articles sur L'Éducation sentimentale.

### Carrière
Admis à l'École nationale d'administration, promotion « Léonard de Vinci », il en sort auditeur au Conseil d'État, avant d'être promu maître des requêtes 1er juin 1988, puis conseiller d'État le 1er août 2000.
Consultant au Centre d'analyse et de prévision et maître de conférence à l'Institut d'études politiques de Paris en 1986, il intègre la même année au ministère des Affaires étrangères comme chargé de mission auprès du directeur des affaires juridiques, puis en tant qu'adjoint au préfet, coordonnateur pour la libre circulation des personnes en Europe quelques mois, avant d'être nommé délégué aux relations internationales au ministère de l'Intérieur en 1989. 
Il est appelé en 1991 au cabinet de Pierre Joxe, ministre de la défense, comme conseiller technique pour les Affaires internationales et stratégiques dans son cabinet, puis devient directeur des Affaires stratégiques du ministère de la défense de 1992 à 1998, en qualité de quoi il est membre du Conseil de sécurité intérieure. Il est ensuite secrétaire général de la défense nationale (SGDN) jusqu'en 2004. À ce titre, il est considéré comme l'un des experts qui ont contribué à l'élaboration de la nouvelle doctrine du chef de l'État en matière de dissuasion nucléaire. 
Réintégré au Conseil d'État en 2004, il est nommé en janvier 2005 délégué interministériel à l'aide de la France aux États affectés par le tsunami de décembre 2004.
En 2006, il est nommé président du conseil d'administration de l'École normale supérieure, succédant au médiéviste Michel Zink. À ce titre, il doit gérer la crise consécutive à la gestion contestée de la directrice, Monique Canto-Sperber, qui avait provoqué la démission des directeurs des départements littéraires. Il en démissionne en juin 2009.
Le 30 juillet 2007, le président Nicolas Sarkozy le nomme président de la Commission du Livre blanc sur la Défense et la Sécurité nationale qu'il dirige jusqu'à la remise du Livre blanc en 2008.
Son nom est proposé par le Conseil des ministres en décembre 2008, après avis des commissions du Parlement compétentes en matière de télécommunications, pour remplacer Paul Champsaur à la tête de l'ARCEP, l'ancienne Autorité de régulation des télécommunications (ART). Il est nommé président de l'ARCEP par décret présidentiel en date du 31 décembre 2008 (J.O. du 1er janvier 2009). Il prend ses fonctions le 4 janvier 2009 pour un mandat de 6 ans, avec un mandat irrévocable et non renouvelable. Il démissionne de ce poste le 29 avril 2009 « pour des raisons qui sont strictement personnelles et de santé ».
Il est nommé conseiller spécial du nouveau ministre de la Défense Jean-Yves Le Drian en mai 2012 et reste auprès de lui au ministère de l'Europe et des Affaires étrangères en mai 2017.

### Carrière chez Total
Jean-Claude Mallet part travailler chez Total en 2019.

## Publications
- Flaubert à l'œuvre (avec Raymonde Debray-Genette et Pierre-Marc de Biasi), Paris, Flammarion, 1993
- La Défense, de la nation à l'Europe (dir.), Paris, La documentation française, 1996
- Livre blanc sur la Défense et la Sécurité nationale (dir., préface de Nicolas Sarkozy), Paris, Odile Jacob, 2008
- Livre blanc sur la Défense et la Sécurité nationale - les débats (éd.), Paris, Odile Jacob, 2008

## Distinctions
- Commandeur de la Légion d'honneur (13 juillet 2010)[5]
  -  Officier de la Légion d'honneur (17 septembre 2004)
  -  Chevalier de la Légion d'honneur (2002)
- Chevalier de l'ordre national du Mérite (1996)